# Вердье, Жан Антуан
Жан Антуа́н Вердье́ (фр. Jean Antoine Verdier; 1767—1839) — французский дивизионный генерал (1800 год), граф (1808 год), пэр (1815 год), участник революционных и наполеоновских войн. Имя генерала выбито на Триумфальной арке в Париже.

## Биография

### Начало карьеры
Родился в семье каменотёса Жана Вердье (фр. Jean Verdier) и его супруги Мари Монтеньяк (фр. Marie Montaignac). Был женат на уроженке Италии Франсуазе Эспер (фр. Françoise Espert; 1767—ок.1815). Будущая жена генерала сопровождала французскую армию в Италии в качестве певицы и актрисы под именем Бьянка (фр. Bianca), где и познакомилась с Вердье. Затем она последовала за своим мужем в Египет, и сопровождала его на полях сражений. В браке родилась дочь Мария (фр. Marie Madelaine Verdier; 1796—1871).
Первый шаг на пути к генеральскому званию Антуан сделал 18 февраля 1785 года, записавшись добровольцем в пехотный полк в Ла-Фер. 1 марта 1787 года, через два года примерной службы, его произвели в капралы. 1 января 1791 года стал капралом-фурьером.
24 января 1792 года вступил старшим-аджюданом-лейтенантом во 2-й батальон волонтёров, сформированный в его родном департаменте. В 1792-95 годах он сражался в Армии Восточных Пиренеев. Храбрость тулузца привлекла внимание генерала Ожеро, который сделал Вердье 21 марта 1794 года своим адъютантом и в дальнейшем постоянно ему покровительствовал. 27 мая 1794 года получил звание капитана. 13 августа 1794 года Вердье был ранен саблей в правую руку при Сан-Льоренс-де-ла-Муга.
20 ноября 1794 года Антуан совершил подвиг, который принёс ему широкую известность в армии. Во главе батальона стрелков он бросился на штурм испанского редута. Четырёхтысячный неприятельский отряд, защищавший укрепления, был разбит и в панике ретировался, оставив торжествующим победителям 80 орудий. Эта дерзкая атака позволила французам, ценой незначительных потерь, захватить Фигерас — стратегически важный пункт обороны испанцев. 24 ноября 1794 года получил чин полковника штаб от представителей народа Армии Западных Пиренеев.
28 марта 1795 года возглавил 1-ю бригаду в дивизии Ожеро в Итальянской армии. 17 сентября 1795 года был утверждён в звании полковника. В декабре того же года Ожеро сделал его своим начальником штаба. 1 июня 1796 года переведён в дивизию Массена. 10 июля вновь в дивизии Ожеро. 3 августа захватил замок Кастильоне, а 5 августа покрыл себя славой в сражении при Кастильоне. Командуя тремя батальонами гренадеров, он овладел господствующей высотой у Медолано (Монте-Меделано), с которой французская артиллерия под руководством Мармона смогла беспрепятственно вести фланкирующий огонь по основным силам австрийской армии Вурмзера.
15 августа 1796 года Вердье был произведён в бригадные генералы. 5 сентября возглавил бригаду у Ожеро.  8 сентября сражался у Бассано. 15 ноября его ранило пулей в левое бедро в сражении у Арколе, но он остался в строю и участвовал во всех последующих схватках с неприятелем, вплоть до подписания Леобенского договора. 14 марте 1797 года переведён в дивизию Гиё, и 22 марта блестяще справился с задачей по захвату форта Кьюза ди Плетц. 14 июня 1797 года стал командиром 3-й бригады (4-я и 40-я линейные полубригады) во 2-й дивизии Ожеро.

### Поход в Египет и Сирию (1798—1801)

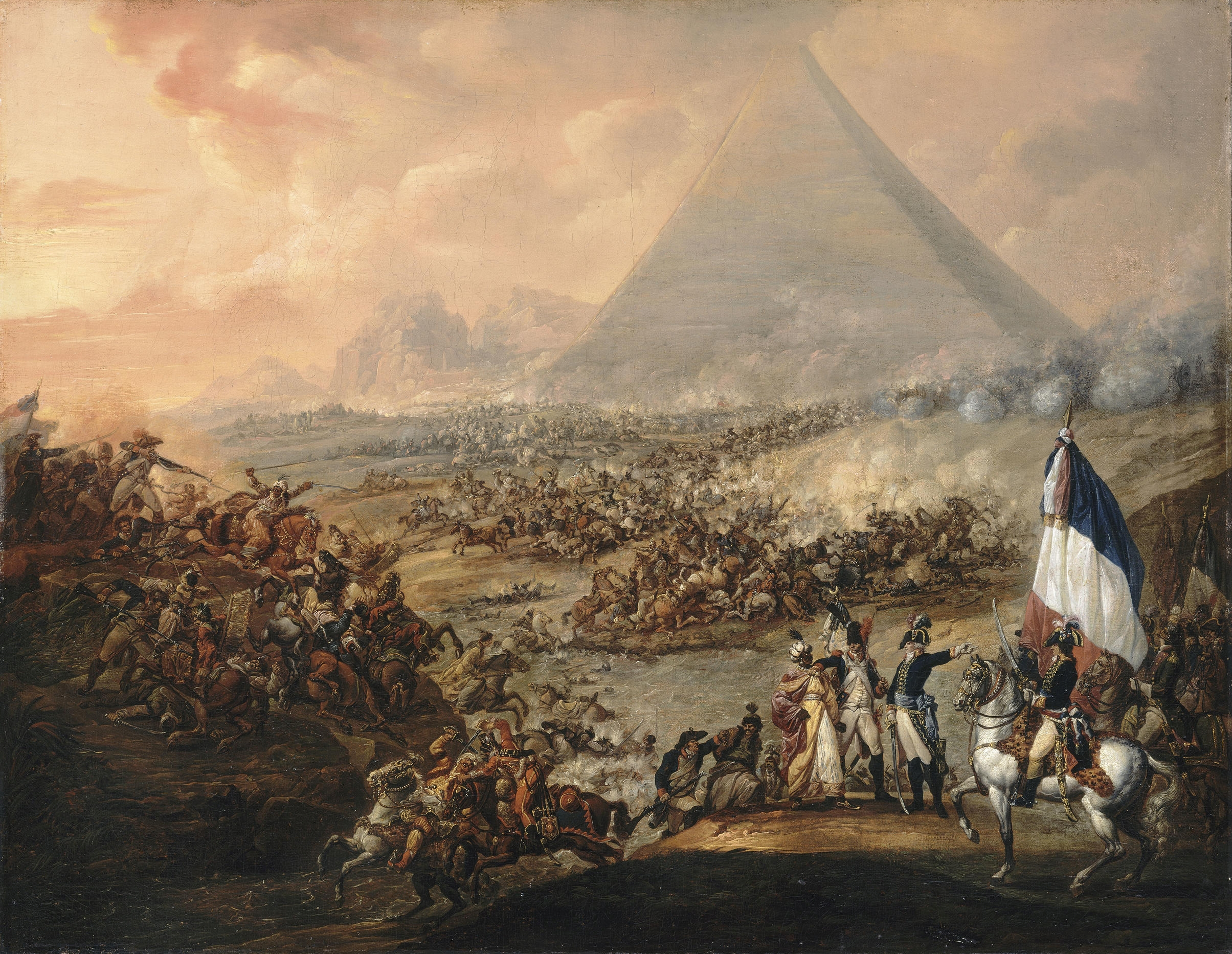
Битва у Пирамид

12 января 1798 года зачислен в Английскую армию. 14 апреля 1798 года Вердье получил под своё начало бригаду (4-я лёгкая и 18-я линейная полубригады) в дивизии Клебера. 23 июня возглавил 2-ю бригаду (25-я и 75-я полубригады) в той же дивизии, а 27 июня – 1-ю бригаду (8-я лёгкая). 5 июля того же года, по прибытии в Северную Африку, его перевели к генералу Дюга. В ходе кампании в Египте и Сирии Антуан доблестно отбивал атаки мамлюкской конницы в битве у Пирамид, проявил героизм в сражениях у Эль-Ариша, Шагаре и горы Табор, а также принял участие в осаде крепости Сен-Жан д’Акр (вновь в составе дивизии Клебера), при штурме которой получил штыковую рану. 1 ноября 1799 года, располагая всего тысячей солдат, Вердье разгромил 8-тысячный отряд янычар, высадившийся у Дамьетты. В этом бою турки потеряли 2000 человек убитыми, 800 пленными, 10 орудий и 32 стяга. Клебер наградил «Героя Дамьетты» почётной саблей. Всё тот же Клебер назначил 20 марта 1800 года Вердье комендантом Каира, а 25 апреля 1800 года сделал его дивизионным генералом. 28 июня 1801 года Каир капитулировал, и Вердье попал в плен.

### Служба в Италии (1801—1807)
Получив свободу, Вердье вернулся во Францию, и 22 августа 1801 года отбыл в Цизальпинскую республику под начало Мюрата. 16 апреля 1803 года возглавил дивизию в наблюдательном корпусе Неаполя. 19 ноября был заменён во главе дивизии на генерала Монришара, и с 7 декабря 1803 года командовал гарнизонными войсками в Этрурии. 11 сентября 1805 года был вызван в расположение Итальянской армии, и возглавил 3-ю пехотную дивизию вместо генерала Зайончека. В кампании 1805 года сражался под началом Массена. 18 октября, в тот момент, когда дивизии Гарданна и Дюэма вели упорный бой в предместьях Вероны, по приказу маршала были проведены две ложные переправы. В 10 км выше по течению Адидже отвлекающий манёвр провела дивизия Сера, а примерно в 20 км ниже по течению на левый берег одну из своих бригад перевёл генерал Вердье. Оба манёвра внесли путаницу в распоряжения австрийского командования. Особенно удалась демонстрация Вердье. Эрцгерцог Карл направил к месту ложной переправы целую армию более 25 тыс. человек! Эти войска совершили бесполезную 20-километровую прогулку и оказались лишёнными возможности принять участие в бою под стенами Вероны. 28 октября маршал приказал дивизии Вердье, занимавшей правый фланг, в ночь с 28 на 29 переправиться через Адидже в районе Персакко, чтобы обойти позицию Кальдьеро, которую все остальные дивизии должны были атаковать с фронта в восемь часов утра. Однако, инженерные войска не обеспечили достаточного количества средств для наведения переправы. В результате от постройки понтонного моста пришлось отказаться, можно было форсировать реку, только используя 11 больших лодок. Кроме того, в районе, намеченном для переправы, на противоположном берегу Адидже стояли австрийские пушки. В результате Вердье вынужден был подняться выше по течению и начал переправлять свои полки небольшими группами в районе Зевио. Получилось, что французы форсировали реку медленно, а на противоположном берегу их встретили батальоны австрийцев. Несмотря на отчаянные попытки продвинуться вперёд, авангардные батальоны Вердье не смогли достичь цели, и ожидаемого эффекта удара с фланга и в тыл австрийской армии не получилось. Эта задержка дала эрцгерцогу Карлу время собрать все свои силы. 31 октября Массена ввёл в дело только дивизию Вердье, которая накануне пострадала меньше других. Генерал Вердье наконец навёл мост через Адидже у Зевио и, переправившись на другой берег, тотчас же атаковал крайний левый фланг австрийцев. Ему удалось отбросить войска генерала Нордманна, однако эрцгерцог Карл со своей стороны подтянул к югу новые силы. В результате вокруг деревни Саббионара закипел отчаянный бой. Массена не хотел посылать в бой остальные дивизии, но зато он лично прискакал к месту схватки и со своим эскортом бросился на австрийскую пехоту. Рядом с ним отважно сражался и генерал Вердье, который получил ранение. 5 ноября генерала сняли с передовой и направили в Ливорно — заботиться о расквартированных там войсках.
1 февраля 1806 года Вердье присоединился к Армии Неаполя, и с 20 февраля командовал 2-й пехотной дивизией в корпусе генерала Ренье. 9 марта Антуан лично водил в атаку свою дивизию при Кампо-Тенезе, а 5 июля, под сильным натиском противника, эвакуировал Козенцу. 20 июля присоединился к войскам Массена в Калабрии. 20 августа возглавил 2-ю дивизию, состоящую из корсиканского легиона, 22-го лёгкого, 10-го и 20-го линейных, и 4-го конно-егерского полков. С 3 по 9 декабря 1806 года, и с 26 декабря 1806 года по 7 февраля 1807 года руководил осадой Амантеи.

### Гейльсберг / Фридланд и два года в Испании (1807—1810)

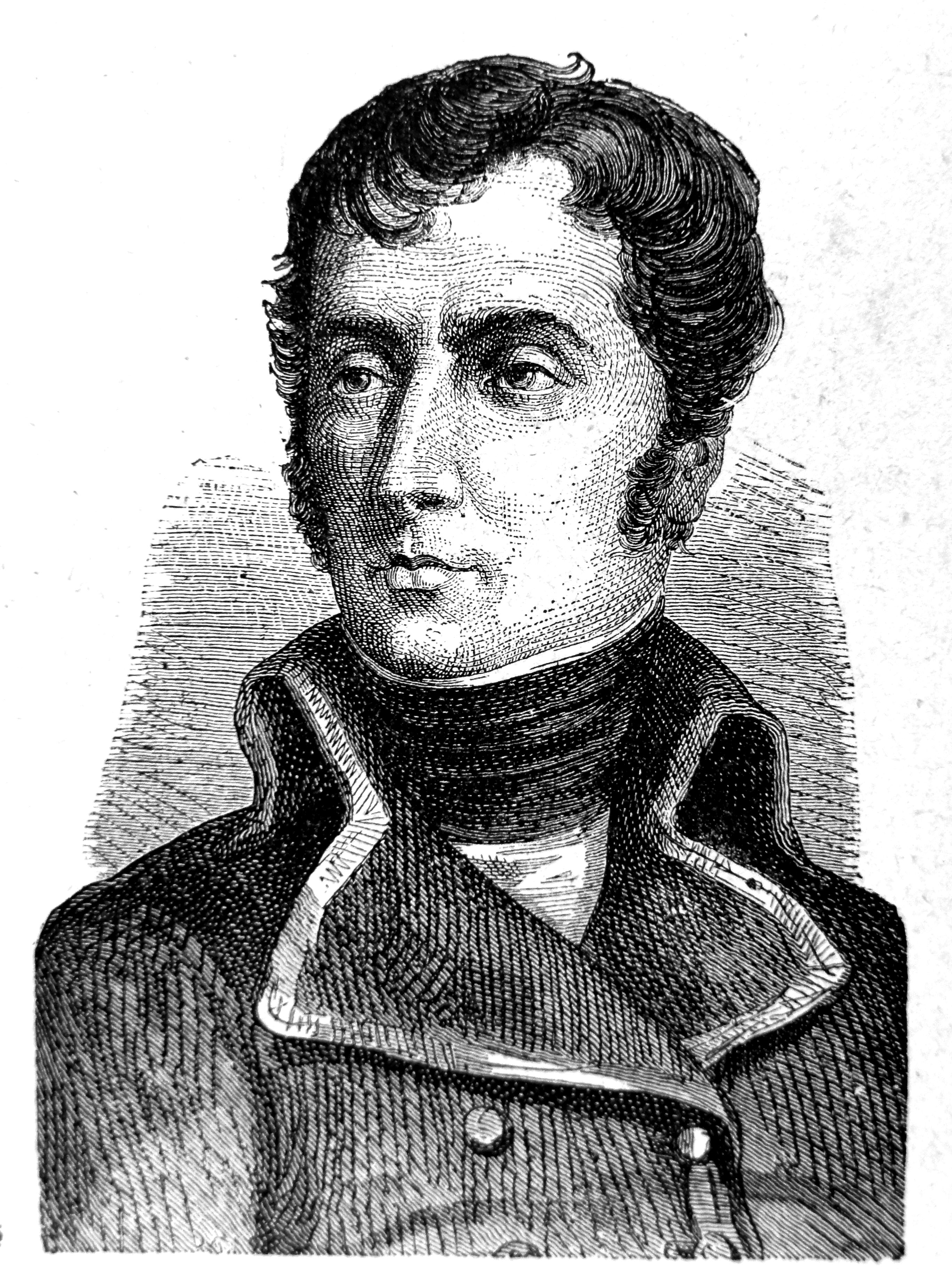
Генерал Вердье

21 марта 1807 года Вердье был переведён в Великую Армию. 5 мая возглавил 2-ю дивизию резервного корпуса маршала Ланна. За это время он принял участие в сражении при Гейльсберге и в битве под Фридландом, в которой его дивизия, располагаясь в центре французской армии, с беспримерной храбростью отражала атаки русских войск генерала Беннигсена. 11 ноября дивизия Вердье была расформирована.
С 12 января 1808 года Вердье командовал резервными пехотными дивизиями в Орлеане, с 29 февраля – в Бордо. 19 марта ему вверили 2-ю дивизию корпуса Бессьера и направили в Испанию. 5 июня Вердье одержал важную победу при Логроньо, а через десять дней он сменил генерала Савари на посту командующего войсками в Арагоне и Наварре. С конца июня его солдаты безуспешно пытались подавить восстание братьев Палафокс, которые заперлись в Сарагосе и отказывались сложить оружие. Это вынудило Вердье 15 июля начать осаду города. 4 августа был ранен. Байленская капитуляция генерала Дюпона не дала ему возможности расправиться с повстанцами, и, опасаясь окружения, Вердье 14 августа снял блокаду со столицы Арагона. 8 ноября сменил Мутона во главе 1-й дивизии 2-го корпуса маршала Сульта, но уже через неделю, 15 ноября, генералу нашли иное применение — его сделали командующим в провинции Бильбао. 28 марта 1809 года Вердье возглавил германскую дивизию вместо генерала Рея в корпусе Сен-Сира в Каталонии. До конца марта 1810 года Антуан участвовал исключительно в боях местного значения. Самой успешной операцией в этот период стал захват Жироны. Крепость пала после 9-месяцев упорного сопротивления 10 декабря 1809 года.
11 апреля 1810 года Вердье был отозван во Францию. С 5 августа 1810 года оставался без служебного назначения.

### Кампания в России. Битвы в Италии (1813—1814)
С 24 мая 1811 года он руководил 3-й дивизией Рейнского обсервационного корпуса, размещённой в Утрехте. 1 апреля 1812 года дивизия получила 8-й порядковый номер, и в Русской кампании 1812 года действовала в составе 2-го корпуса Великой Армии, командование которым было возложено на маршала Удино.
Сражался при Якубово (30 июля), Клястицах (31 июля) и Свольне (1 августа). 17 августа при Полоцке он был тяжело ранен и 30 сентября прибыл во Францию на лечение.
Выздоровление затянулось до мая 1813 года. Возвратившись на службу, Вердье занял 30 мая пост командира 4-й пехотной дивизии обсервационного корпуса Адидже. 1 сентября Богарне доверил генералу корпус (состоял из дивизий Руйе и Грасьена) в своей Итальянской армии. 10 ноября вражеская пуля пробила бедро Вердье в сражении при Ала, но он не покинул войска. 8 февраля 1814 года его корпус, в составе дивизий Кенеля, Фрессине и Паломбини, успешно противостоит австрийцам в сражении на реке Минчо. 10 февраля сражался при Боргетто.
Вердье увидел родину лишь 20 июня 1814 года. Его надежда получить новое назначение не оправдалась. С 1 сентября 1814 года оставался без служебного назначения.

### «Сто дней». Отставка
Наполеон, вернувшись с Эльбы, вспомнил о Вердье и 13 апреля 1815 года передал ему в управление 8-й военный округ с центром в Марселе. 2 июня он возвёл генерала в пэры Франции и 7 июня назначил его командиром 17-й дивизии в 9-м (Ваврском) корпусе маршала Брюна. 25 июня отступил в Тулон.
При Второй Реставрации Вердье потерял свой пост и с 4 сентября 1815 года был без назначения. Королевским ордонансом от 1 августа 1817 года был уволен из армии.
2 августа 1830 года, после Июльской революции 1830 года, вернулся на службу и возглавил национальную гвардию Лиона. С 7 февраля 1831 года без служебного назначения. 13 августа 1832 года окончательно вышел в отставку.
Антуан Вердье ушёл из жизни 30 мая 1839 года. Он был заметной фигурой среди французского генералитета времён Первой Империи.

## Воинские звания
- Солдат (18 февраля 1785 года);
- Капрал (1 марта 1787 года);
- Капрал-фурьер (1 января 1791 года);
- Лейтенант (24 января 1792 года);
- Капитан (27 мая 1794 года);
- Полковник штаба (24 ноября 1794 года, утверждён 17 сентября 1795 года);
- Бригадный генерал (15 августа 1796 года);
- Дивизионный генерал (25 апреля 1800 года, утверждён 6 сентября 1801 года).

## Титулы
- Граф Вердье и Империи (фр. comte Verdier et de l'Empire; декрет от 19 марта 1808 года, патент подтверждён 6 июня 1808 года в Байонне)[4];
- Пэр Франции (фр. pair de France; 2 июня 1815 года).

## Награды
Почётная сабля (17 сентября 1802 года)
 Легионер ордена Почётного легиона (24 сентября 1803 года)
 Великий офицер ордена Почётного легиона (14 июня 1804 года)
 Командор ордена Железной короны (23 декабря 1807 года)
 Кавалер военного ордена Святого Людовика (8 июля 1814 года)
 Большой крест ордена Почётного легиона (17 января 1815 года)